# Women's United Soccer Association
La Women's United Soccer Association (WUSA) fue la primera liga de fútbol femenino en la cual todas las jugadoras recibían pago como profesionales. Fundada en febrero de 2000, la liga comenzó su primera temporada en abril de 2001 con ocho equipos de Estados Unidos. La liga suspendió operaciones el 15 de septiembre de 2003, poco tiempo después del final de su tercera temporada debido al fracaso financiero en el que se contaron pérdidas acumulativas por $100 millones de dólares.
La victoria de la selección femenina estadounidense en  la Copa Mundial Femenina de Fútbol de 1999 dio origen a la WUSA. Tras su victoria, las jugadoras estadounidenses en colaboración con el financiero John Hendricks creyeron que existía un mercado viable para el fútbol femenino en Estados Unidos. Las veinte jugadoras eran: Michelle Akers, Brandi Chastain, Tracy Ducar, Lorrie Fair, Joy Fawcett, Danielle Fotopoulos, Julie Foudy, Mia Hamm, Kristine Lilly, Shannon MacMillan, Tiffeny Milbrett, Carla Overbeck, Cindy Parlow, Christie Pearce, Tiffany Roberts, Briana Scurry, Kate Markgraf, Tisha Venturini, Saskia Webber y Sara Whalen.

## Equipos y campeonato
Los equipos de la WUSA estaban en Filadelfia, Boston, Nueva York, Washington D. C., Cary, N.C., Atlanta, San Jose, Ca. y San Diego:
- Atlanta Beat
- Boston Breakers
- Carolina Courage (Originalmente se ubicarían en Orlando (Florida) e iba a ser llamado Orlando Tempest)
- New York Power
- Philadelphia Charge
- San Diego Spirit
- San Jose CyberRays (Denominado Bay Area CyberRays en la temporada 2001)
- Washington Freedom

Los 8 equipos fueron conformados principalmente por jugadoras de Estados Unidos, pero cada equipo tenía derecho a cuatro jugadoras extranjeras. Entre las jugadoras extranjeras estaban: Sun Wen, Pu Wei, Fan Yunjie, Zhang Ouying, Gao Hong, Zhao Lihong, Bai Jie, ellas todas de la china ;  Birgit Prinz, Conny Pohlers, Steffi Jones, Maren Meinert, todas de Alemania ; Sissi, Kátia, Delma Gonçalves de Brasil  ; Charmaine Hooper, Sharolta Nonen y Christine Latham de Canadá, Marinette Pichon de Francia,  Kelly Smith de Inglaterra, Maribel Dominguez de México ,
| Temporada | Campeón            | Resultado             | Subcampeón         | Ciudad         |
| --------- | ------------------ | --------------------- | ------------------ | -------------- |
| 2001      | Bay Area CyberRays | 3-3 (e.t.) (4-2 pen.) | Atlanta Beat       | Foxborough, MA |
| 2002      | Carolina Courage   | 3-2                   | Washington Freedom | Atlanta, GA    |
| 2003      | Washington Freedom | 2-1 (e.t.)            | Atlanta Beat       | San Diego, CA  |

## Títulos por equipo
| Equipo             | Títulos | Subtítulos | Años campeón |
| ------------------ | ------- | ---------- | ------------ |
| Washington Freedom | 1       | 1          | 2003         |
| Bay Area CyberRays | 1       | 0          | 2001         |
| Carolina Courage   | 1       | 0          | 2002         |
| Atlanta Beat       | 0       | 2          | -            |